# Galerie Georg Nothelfer

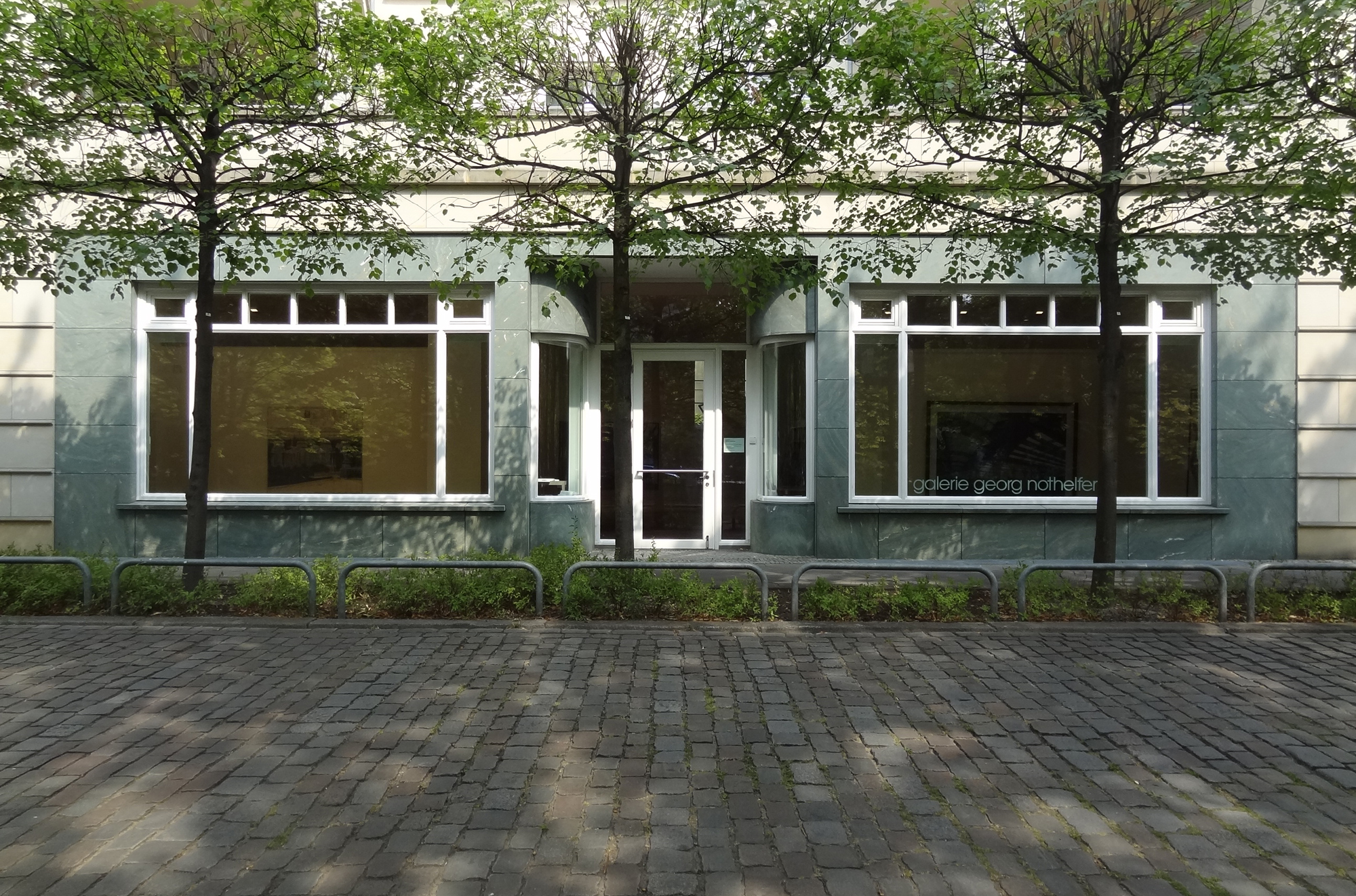
Galerie Georg Nothelfer in Berlin-Tiergarten

Die Galerie Georg Nothelfer ist eine 1971 gegründete Kunstgalerie für moderne und zeitgenössische Kunst, die ihren Hauptsitz in der Corneliusstraße in Berlin-Tiergarten und einen Showroom in der Grolmanstraße in Berlin-Charlottenburg hat.

## Geschichte
Die Galerie Georg Nothelfer, kurz: Galerie Nothelfer, wurde 1971 von Georg Nothelfer gegründet.  Schwerpunkt der Galerie sind Positionen des Informel, des Tachismus und der gestischen Malerei, sie zeigt aber auch zeitgenössische Kunst, die sich mit dem Erbe des abstrakten Nachkriegsexpressionismus auseinandersetzt. Die Galerie vertritt Künstler wie Peter Brüning, Michael Buthe, Eduardo Chillida, Christo und Jeanne-Claude, K.F. Dahmen, Madeleine Dietz, Galli, Karl Otto Götz, Manfred Hamm, Thomas Hartmann, Gerhard Hoehme, Edgar Hofschen, László Lakner, Walter Menne, Henri Michaux, Robert Motherwell, Georges Noël, Arnulf Rainer, Dieter Roth, Robert Schad, Emil Schumacher, Kazuo Shiraga, K. R. H. Sonderborg, Helmut Sturm, Walter Stöhrer, Antoni Tàpies, Fred Thieler, Wolfgang Troschke, Cy Twombly und Jan Voss.
Von 1978 bis Mai 2008 hatte die Galerie ihre Räume in der Uhlandstraße in Berlin-Charlottenburg und damit auf der traditionellen Kunstmeile West rund um den Kurfürstendamm. Seit 2000 nutzt sie Räume in der Corneliusstraße 3 im Tiergartendreieck. Im Herbst 2010 eröffnete die Galerie zusätzlich einen Ausstellungsraum in der Grolmanstraße 28 in Berlin-Charlottenburg. Bis zu seinem Tod leitete Georg Nothelfer die Geschäfte, seit Oktober 2020 führen seine langjährigen Mitarbeiterinnen Irene Schumacher und Vera Ehe die Galerie weiter.
Seit Gründung der Galerie ist unter Georg Nothelfer eine Vielzahl von Publikationen und Künstler-Editionen entstanden. Jährlich werden etwa sechs Einzel- und Gruppenausstellungen gezeigt. Eine besondere Bedeutung für die Galerie haben die nationalen und internationalen Messen (ARCO in Madrid (bis 2014), Art Basel, fiac in Paris (bis 2005), Art Cologne und Art Karlsruhe).